# Bufoides bhupathyi
Bufoides bhupathyi — вид жаб родини ропухових (Bufonidae). Описаний у 2023 році.

## Поширення
Ендемік Індії. Поширений у штаті Мізорам. Відомий лише у типовому місцезнаходженні — тигровому заповіднику Дампа.

## Таксономія
До 2023 року рід Bufoides включав два види: Bufoides meghalayanus і Bufoides kempi. Популяції Bufoides з Мізораму раніше вважалися конспецифічними з Bufoides meghalayanus, хоча було припущено, що ці популяції можуть представляти неописаний вид. Нескоригована p-відстань у гені 16S рДНК між мізорамською популяцією і кожним із двох споріднених видів становила 2,74-3,0 % і 3,5 % для B. meghalayanus і B. kempi відповідно. Новий вид описаний у 2023 році на основі молекулярних даних двох зразків і морфологічних даних двох дорослих самців і однієї дорослої самки. Таким чином B. meghalayanus є ендемічним для пагорбів Кхасі в Мегхалаї і не зустрічається в Мізорамі. Цей вид з Мізораму відрізняється від споріднених видів відмінностями в міжпальцевих перетинках, забарвленні, горбистості шкіри та наявністю яйцеподібних, горбистих і вдавлених привушних залоз.